# انتسو ماستی
انتسو ماسِتی (ایتالیایی: Enzo Masetti؛ ‏ ۱۸ اوت ۱۸۹۳ – ۱۱ فوریهٔ ۱۹۶۱) آهنگساز اهل ایتالیا بود.

## فیلم‌شناسی
- سواره‌نظام (۱۹۳۶)
- خداحافظ جوانی (۱۹۴۰)
- عروسی خون (۱۹۴۱)
- چراغ‌های جلو در مه (۱۹۴۲)
- احساس مالکیت (۱۹۴۲)
- خواهران ماتراسی (۱۹۴۴)
- شهادت (۱۹۴۶)
- زن زناکار (۱۹۴۶)
- گرگ سیلا (۱۹۴۹)
- قیام سیسیل (۱۹۴۹)
- آتشفشان (۱۹۵۰)
- پیراهن‌های قرمز (۱۹۵۲)
- آتیلا (۱۹۵۴)
- هرکول (۱۹۵۸)
- هرکول آزادشده (۱۹۵۹)